# Massakern i Tbilisi
Massakern i Tbilisi (även känt som Tbilisitragedin) var ett upplopp i Tbilisi i Georgiska SSR den 9 april 1989, då en antisovjetisk demonstration stoppades av den sovjetiska armén. Det resulterade i att 20 personer dödades och flera hundra skadades. Händelserna den 9 april 1989 är idag ihågkommen genom Nationella enighetsdagen (georgiska: ეროვნული ერთიანობის დღე, erovnuli ertianobis dghe), en årlig helgdag i Georgien.

## Efterspel
Den 10 april 1989, i protest mot tillslaget gick Tbilisi och resten av Georgien ut i strejk och 40-dagars landssorg utlystes. Människor lämnade massiva samlingar med blommor på platsen där morden ägt rum. Undantagstillstånd utlystes, men demonstrationerna fortsatte.
Georgiska SSR:s regering avgick till följd av händelserna. Moskva hävdade att demonstranterna inlett attacken, och att soldaterna svarat på demonstranternas attack. Vid den första kongressen för folkets suppleanter (maj-juni 1989) frånsade sig Michail Gorbatjov allt ansvar och lade det på armén.